# Calocybe indica
Calocybe indica, comumente conhecido como milky white mushroom (cogumelo branco leitoso), é uma espécie de fungo comestível nativo da Índia. Estes cogumelos são robustos e aparecem no verão após os períodos de chuva nos campos e nas margens das estradas. Tradicionalmente comido em Bengala Oriental, o Calocybe é cultivado comercialmente em outros estados indianos e países tropicais.

## Taxonomia
O fungo Clocybe foi formalmente descrito em 1974, a partir de materiais biológicos colhidos em Calcutá. Os botânicos R. P. Purkayastha e Aindrila Chandra notaram que o cogumelo era popular nos mercados de Bengala Oriental. De tal modo, classificaram-no no gênero Calocybe, observando similaridades morfológicas com o fungo Calocybe gambosa. A diferença entre ambos os fundos está baseada na forma oval dos esporos e na altura dos cogumelos. O botânico A. S. Krishnamoorthy encontrou a espécie no estado indiano de Tamil Nadu, em meados da década de 1990, melhorando, posteriormente, a produção e o comércio do fungo.

## Descrição
Uma das caraterísticas principais desta espécie de cogumelo é a consistência firme. Variando de 10 a 14 cm, a parte superior é convexa e posteriormente achatada. A cutícula é facilmente removida juntamente com a parte superior do cogumelo. As guelras são brancas, com hastes cilíndricas de 10 cm. A espécie sofre a ausência de anel e volva, adquirindo 1,8 cm de largura na base inferior ao bulbo, 1,8 cm de largura na parte superior, 3,5 cm no centro e 2,4 cm de largura na base. Mesmo cortado ou sofrendo contusões, o cogumelo não muda sua coloração. Geralmente, as espécies mais velhas apresentam uma cor mais clara. O corpo do fungo tem sabor suave, descrito como oleoso e um leve cheiro de rabanete. Os esporos são brancos e ovais, medindo de 5,9 a 6,8 μm de comprimento e 4,2 a 5,1 μm de largura.

## Formação ecológica
Esta espécie de cogumelo cresce em pastagens, campos e estradas nos estados de Tamil Nadu e Rajastão. Geralmente, seu substrato é rico em matéria orgânica. Os cogumelos surgem entre maio e agosto, depois dos períodos de precipitação. O fungo tem alimentação saprotrófica, embora tenham sido auferidas relações ectomicorrízicas com as raízes das plantas Cocos nucifera, Borassus flabellifer, Tamarindus e Peltophorum pterocarpum.

## Cultivo
O fungo Calocybe indica é cultivado comercialmente no sul da Índia, tornando-se mais popular na China, Malásia e Singapura. Para ser cultivado em ambientes quentes, deve estar entre temperaturas de 25 a 35 graus Celsius durante todo o ano.